# Marc Lamunière
Marc Lamunière, né le 12 février 1921 à Genève et mort le 6 juillet 2021,, est un éditeur et écrivain suisse.

## Biographie
Marc Lamunière, licencié en droit, est, dès 1950, président directeur général de la Société de la Feuille d’Avis de Lausanne et des Imprimeries Réunies SA. Par la suite, il occupe les mêmes fonctions chez Edipresse, jusqu’en 1986, puis celle de président jusqu’en 1996, date à laquelle il prend sa retraite.
Amateur de peinture, de lithographies et de jazz (il joue lui-même de la contrebasse et de la batterie), il s'exerce à l'écriture en usant de divers pseudonymes : Marc Lacaze pour des nouvelles, des chroniques publiées dans Le Nouveau Quotidien et un recueil, Le dessert indien (1996), prix de la Nouvelle de langue française. 
Pour son thriller La peau de Sharon (2000), il utilise le pseudonyme de Ken Wood.
Il raconte sous un blog usant de son pseudonyme de Marc Lacaze son voyage en 1952 à Vallauris avec Albert Skira. 

## Publication
- Le Jardin des Piqûres, Vevey, Éditions de l'Aire, 2021.

## Sources
- « Marc Lamunière », sur la base de données des personnalités vaudoises sur la plateforme « Patrinum » de la Bibliothèque cantonale et universitaire de Lausanne.
- Le Matin Dimanche, 18 janvier 2004, p. 72 avec une photographie
- 24 Heures, 29-30 novembre 2008, p. 30, Boris Senff, 24 Heures, 1er mai 2007, p. 40